# ビンキュリン
ビンキュリン（vinculin）は、アダプタータンパク質(adaptor protein)の1つで、細胞接着の接着装置を構成する細胞膜裏打ちタンパク質の1つである。インテグリン （integrin） が細胞骨格（cytoskeleton）のアクチンフィラメント に結合するのを仲介し、細胞接着・伸展を制御する。ビンキュリンファミリー(vinculin family)を形成している。

## 発見
1979年、イスラエルにあるワイツマン科学研究所のベンジャミン・ガイガー（Benjamin Geiger）が、ニワトリ砂嚢から分子量130kDaの新しいタンパク質を単離し、抗体を作り、蛍光抗体法で培養細胞内での局在を調べると、接着斑に特異的に局在することを見出した。接着斑に特異的に局在するタンパク質は他にもあったが、それらとは異なる新しいタンパク質だった。
翌1980年、ガイガーは、そのタンパク質が、アクチンフィラメント を細胞膜に結合させるタンパク質だと想定し、ラテン語の「vinculum」 (“bond（結合する）, link（リンクする）”という意味)にタンパク質の接尾語「in」を加え、「vinculin」と命名した。

## 分布
線虫からヒトまで、いろいろな組織・器官の細胞内にある。細胞内では、細胞－基質間接着の結合装置である接着斑(focal adhesion)と細胞-細胞間接着の結合装置である接着結合（アドヘレンス・ジャンクション、adherens junction）の両方に存在する。

## 構造と結合分子
ビンキュリンは、タンパク質であり、分子量は最初、130kDaと発表されたが、現在は117kDaとされている。
ビンキュリンのドメイン構造は、N末端側の90kDaの頭部、C末端側の25kDaの尾部、それらをつなぐ5kDaのリンカー領域（英語では「neck」（首）と呼ぶ）からできている。

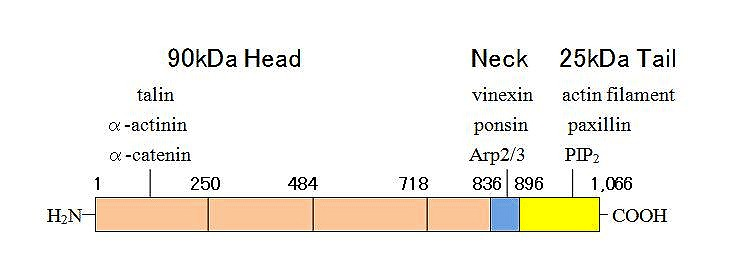
ビンキュリンのドメイン構造

- 頭部は酸性で、約110アミノ酸残基の2回（線虫）または3回（脊椎動物）の繰り返し構造があり、タリン(talin)、αアクチニン（α-actinin）、αカテニン（α-catenin）に結合する。

- リンカー領域はプロリンに富み、ビネキシン(vinexin)、血管拡張薬促進リンタンパク質（vasodilator-stimulated phosphoprotein）、ポンシン（ponsin）、アクチン重合の核形成因子Arp2/3に結合する。

- 尾部はアルカリ性で、F-アクチン , パキシリン（paxillin）、ホスファチジルイノシトール4,5-ビスリン酸 (PIP2)に結合する。

ビンキュリンは、不活性な状態では、ビンキュリンの頭部と尾部が結合し、細胞質に存在する。この時、上記の結合分子とは結合していない。活性化されると、ビンキュリンの頭部と尾部の結合が離れ、頭部、中央のリンカー領域、尾部の3つの部位は上記の結合分子と結合し、細胞膜裏打ち部分に集まり、結合装置を作る。ビンキュリンを活性化の仕組みは、現在、論争中である。

## 機能
ビンキュリンは、細胞接着・伸展を制御する。ビンキュリン量が低下すると、ストレスファイバーが減り、接着斑形成が減少し、細胞は接着できず、細胞伸展もできない。
細胞内張力は、接着斑でのビンキュリンとテーリンの結合に影響する。また、接着結合（アドヘレンス・ジャンクション）でのビンキュリンとαカテニンの結合にも影響する。これらのことから、ビンキュリンは機械的力を化学的信号に変えるメカノトランスダクション(mechanotransduction)に関与していると考えられる。

## 遺伝子
1990年、英国のクリッチャリーの研究室が、ヒトのビンキュリン遺伝子の全構造を決定した。ヒトでは、1,066アミノ酸残基からなり、遺伝子は1つで、染色体上の位置は10q11.2-qterである。

## 疾患
ビンキュリンの遺伝子を欠損させるマウスの実験で、ビンキュリンに異常があると、脳や心臓に欠陥が生じ、発育不全が起こるか死亡する。そのことから、ヒトでも、ビンキュリンの異常は、拡張型心筋症（dilated cardiomyopathy）や突然死（sudden death）を引き起こすと想定される。